# Modro jezero
Modro jezero este o arie protejată (sit de importanță comunitară — SCI) din Croația întinsă pe o suprafață de 39,62 ha, integral pe uscat.

## Localizare
Centrul sitului Modro jezero este situat la coordonatele 43°27′09″N 17°12′42″E / 43.452465°N 17.211538°E.

## Înființare
Situl Modro jezero a fost declarat sit de importanță comunitară în iulie 2013 pentru a proteja un număr necunoscut de specii din flora spontană și fauna sălbatică aflate în arealul zonei.

## Biodiversitate
Situată în ecoregiunea mediteraneană, aria protejată conține 1 habitat natural: Peșteri inaccesibile publicului.
La baza desemnării sitului se află un număr nedeclarat de specii protejate.